# Josef Bisig
Josef Meinrad Bisig, F.S.S.P. (Steinhausen, 2 de septiembre de 1952) es un sacerdote católico suizo. Fue cofundador y primer superior general de la Fraternidad Sacerdotal de San Pedro (FSSP). Inicialmente, fue miembro de la Fraternidad Sacerdotal de San Pío X (FSSPX), pero la abandonó tras las consagraciones de Écône.

## Biografía
Bisig es el cuarto de seis hijos. Estudió medicina en Zúrich durante un año después de graduarse de la escuela secundaria en 1971. Luego estudió teología y filosofía en el seminario de la Fraternidad Sacerdotal San Pío X en Ecône, entre 1972 y 1977. Después de su ordenación sacerdotal el 29 de junio de 1977 por Marcel Lefebvre, Bisig se desempeñó como regente del Seminario Internacional Corazón de Jesús en Zaitzkofen, de 1979 a 1986. En julio de 1988, Bisig abandonó la FSSPX.
Entre 1988 y 2000, Bisig sirvió dos mandatos como Superior General de la recién fundada Fraternidad Sacerdotal de San Pedro y fue un actor destacado en sus inicios. En este cargo, fue nombrado auditor del Sínodo Europeo de Obispos por el Papa Juan Pablo II en octubre de 1999.
El nombramiento de su sucesor Arnaud Devillers se produjo en un contexto tenso dentro de la FSSP, cuando se discutía si sus sacerdotes deberían poder celebrar también la liturgia del Missale Romanum de 1969. Devillers adoptó una posición neutral sobre el tema y fue designado directamente por el presidente de la Pontificia Comisión Ecclesia Dei, el cardenal Darío Castrillón Hoyos. En esta época, Hoyos era el encargado de ejercer la autoridad eclesiástica sobre las comunidades que celebraban la liturgia tradicional.
De noviembre de 1988 a 2005, Bisig fue director del Seminario Internacional San Pedro en Wigratzbad, cuyo nuevo edificio se completó en otoño de 2000. Con el permiso del obispo de Scranton, James Clifford Timlin, Bisig fundó el Seminario Nuestra Señora de Guadalupe en Elmhurst, Pensilvania, en 1994, que concluyó en 1998 debido al creciente número de seminaristas. Con la aprobación del obispo de Lincoln, Fabian Wendelin Bruskewitz, se trasladó a Denton, Nebraska. En 2005, Bisig fue nombrado vicerrector y profesor de teología, y en 2006 fue nombrado rector del Seminario Nuestra Señora de Guadalupe en Denton.
Tiene una licenciatura en Sagrada Teología y actualmente está preparando un doctorado en teología. Habla alemán, francés, inglés e italiano.